# Manuela Granaiola
Manuela Granaiola (Pescia, 11 gennaio 1947) è una politica italiana.

## Biografia
Nata l’11 gennaio 1947 a Pescia, in provincia di Pistoia, è diplomata ragioniera e vive da molti anni a Viareggio col marito: ha un figlio maschio.
Il 19 gennaio aderisce all'appello lanciato dal Partito Radicale Transnazionale che, sull'esempio di quanto fatto negli USA dal comitato inaugurale di Barack Obama, invita i cittadini italiani a dedicare un giorno di servizio alla propria comunità. Si è distinta nella difesa delle concessioni balneari presentando il "Testo unico dell'impresa balneare" che tutela le imprese balneari storiche dal rischio di scomparsa.
Il 28 febbraio 2017, con la scissione del Partito Democratico, abbandona il PD ed aderisce ad Articolo 1 - Movimento Democratico e Progressista.